# Congresos populares de base
El Congreso Popular de Base (en árabe: مؤتمر شعبي أساسي - Mu'tamar shaʿbi asāsi) fue la menor unidad política de gobierno en la Gran Yamahiriya Árabe Libia Popular Socialista. Por lo general, rige el equivalente de un municipio, y la subdivisión geográfica básica también se denominaba Congreso Popular de Base. El congreso constaba de todo hombre y mujer que había alcanzado la mayoría de edad, y funcionaba como una asamblea popular de democracia directa donde las facciones se organizaban regularmente por tribus y clanes (ver: Yamahiriya). 
El congreso se reunía en tres reuniones programadas por año o cuando se considerase necesario. La primera reunión se solía dedicar a una agenda detallada para las dos próximas reuniones. En la segunda reunión de la asamblea popular se analizaban cuestiones relacionadas con los asuntos locales, mientras que en la tercera reunión se designaban los puestos de los comités, se elegía a los representantes y se discutía la política a nivel nacional e internacional. La gestión del día a día y la supervisión estaba proporcionada por el comité de personas que eran designados por el congreso. El siguiente nivel político eran los congresos de distrito y luego, por encima de éstos, se encontraba el Congreso General del Pueblo.
Como unidad geográfica y administrativa correspondiente a un municipio y bajo el mismo nombre se encuontraban los Congresos Populares de Base, que ra el ámbito donde se realizaban las asambleas y comités del previamente explicado Congreso Popular de Base político. El Congreso Popular de Base geográfico se encargaba de regular las Shabiyah distritales en el nivel superior.